# منوچهرآباد (کرمانشاه)
منوچهرآباد یا دهسوار روستایی از توابع بخش مرکزی شهرستان کرمانشاه در استان کرمانشاه ایران است؛که به دلیل پرورش اسب در زمانهای قدیم و استفاده زیاد از آن به دهسواره یا دهسوار مشهور بود.

## جمعیت
این روستا در دهستان دورود فرامان قرار دارد و براساس سرشماری مرکز آمار ایران در سال ۱۳۸۵، جمعیت آن ۶۱۸ نفر (۱۳۷ خانوار) بوده‌است.

## تاریخچه
روستای منوچهرآباد تا حوالی دهۀ ۱۳۸۰ دهسوار نام داشت. در دورۀ قاجار حاکم کرمانشاه عمادالدوله این روستا را تصاحب کرد و پس از خود اراضی روستا را به چهار مالک به نام‌های کرباسی، ظفرسلطان، سید قاسم و خانم دولتشاهی فروخت. با این وجود در سال ۱۳۴۲ باانجام اصلاحات ارضی و لغو نظام ارباب و رعیتی، تغییراتی اساسی در شکل مالکیت اراضی به‌ویژه اراضی کشاورزی اتفاق افتاد و زمین‌های این ملاکین بین کشاورزان روستا تقسیم شد.
گردآورنده:ناصراعظمی